# Юнгфернштіг
53°33′11″ пн. ш. 9°59′33″ сх. д. / 53.55305556° пн. ш. 9.9925° сх. д.
Юнгфернштіг (нім. Jungfernstieg) — вулиця у центрі Гамбурга на березі Внутрішнього Альстеру. 

## Історія та забудова
Утворення вулиці пов'язують з побудовою греблі на ріці Альстер у 13 столітті. Будова греблі призвела до утворення протічного озера. На самій греблі був збудований млин, з часом греблю розширили земляним насипом, на котрому почали споруджувати магазини, готелі та насаджували дерева. Таким чином утворився променад на березі озера. Назва вулиці походить від застарілого німецького слова "Jungfer", що перекладається як "діва" (незаймана), адже саме цим променадом батьки неділями прогулювались зі своїми неодруженими доньками. 1799 року на вулиці відкрито Альстерпавільйон, у котрому діяли кафе та ресторани, після шести реконструкцій павільйон приймає відвідувачів і тепер.

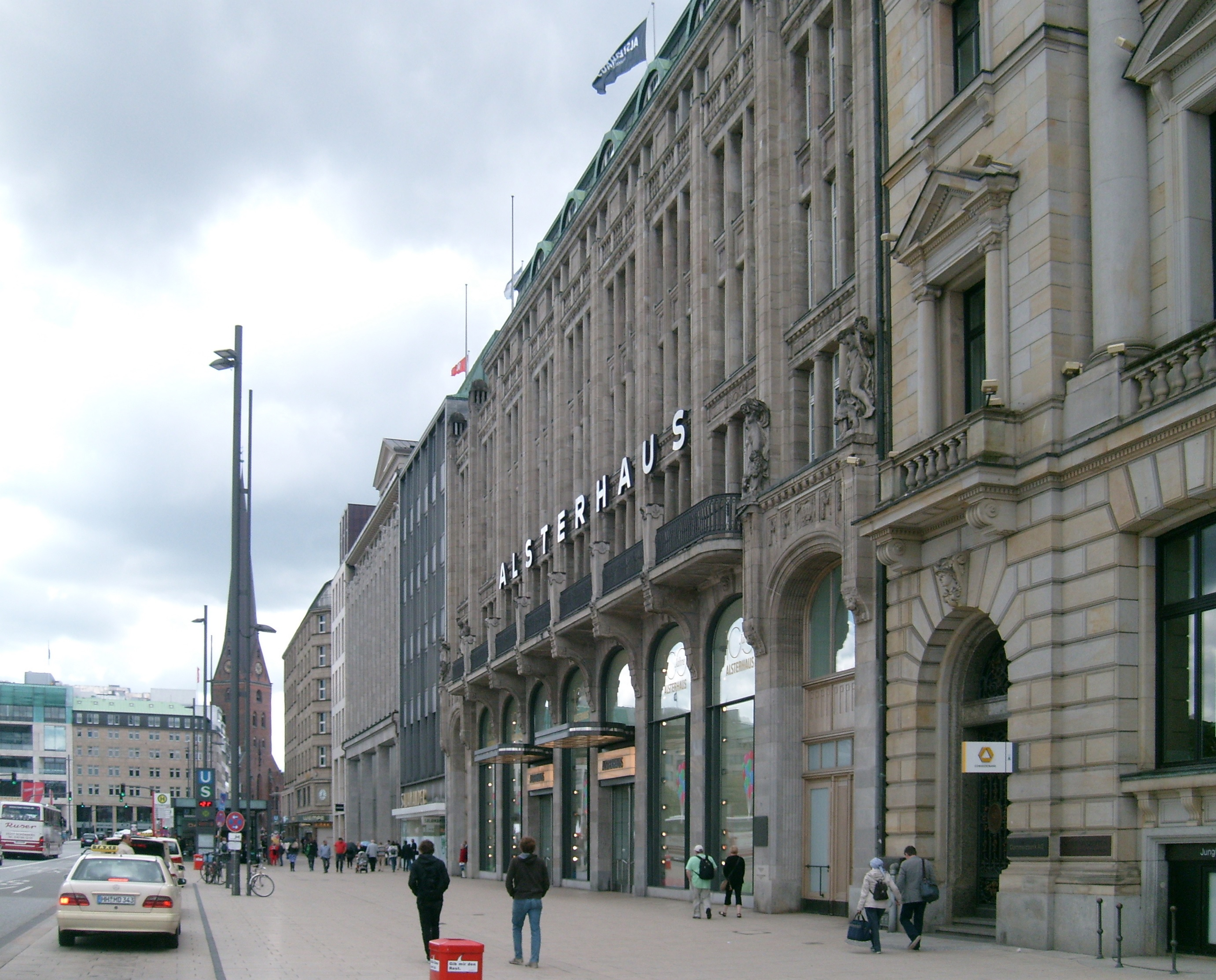
Альстерпавільйон

У 1838 році вулиця стала першою асфальтованою у Німеччині. У будівлі "Стрійт Хауз" був розміщений готель Стрійт, в якому 5 жовтня 1881 року вперше публічно було виконано Пісню німців, після Другої світової війни в приміщенні розміщувався кінотеатр. Під час Великої пожежі 1842 року, будівлі на вулиці були повністю знищені, після відбудови вулиця постала у неокласицизмі. 1866 року на вулиці була прокладена кінна трамвайна лінія, що була замінена на електричний трамвай у 1900 році, котрий діяв до 1978.

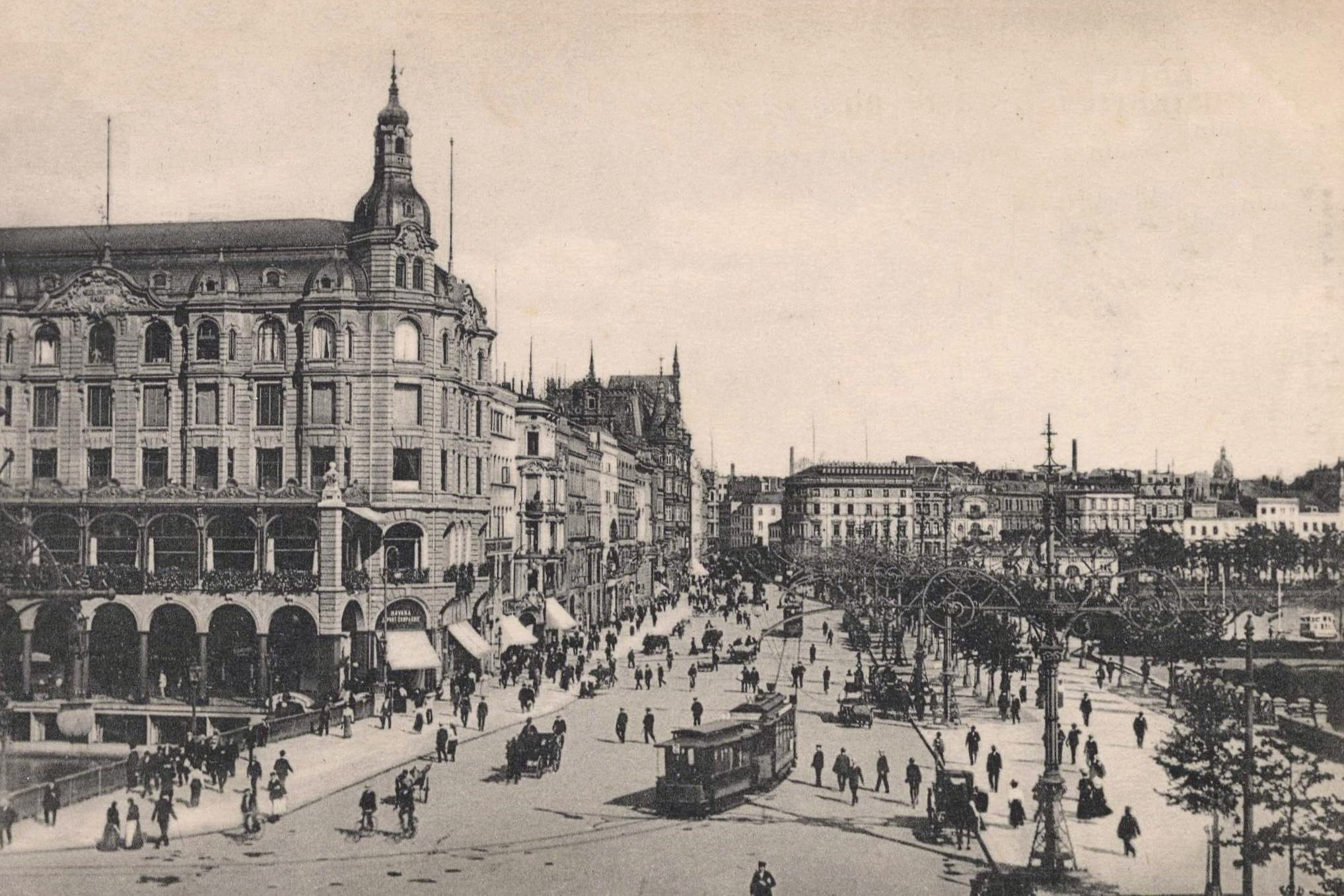
Юнгфернштіг 1900р

У 1931 році була відкрита станція метро. Під час Другої світової війни вулиця зазнала значних руйнувань внаслідок англо-американських авіаударів, частина будівель була відновлена після війни. На теперішній час Юнгфернштіг — торгова вулиця з дорогими пасажами, кафе, магазинами та офісними центрами.